# Визић
Визић (мађ. Füzegy) је насеље у Општини Бачка Паланка, у Јужнобачком округу, иако се налази на територији Срема, на Фрушкој гори. Према попису из 2022. било је 240 становника.
У њему се налази и православна црква, саграђена 1822. године. Посвећена је Чуду Светог архангела Михаила (19. септембар), што је и уједно и сеоска слава. Насеље је од седишта општине удаљено приближно 11 km, а због недостатка моста преко Дунава, најкраћи пут прелази преко територије Републике Хрватске, чија се граница налази у непосредној близини.

## Историја
Место је 1885. године било у склопу Ердевичког изборног среза са својих 224 душа.

## Демографија
У насељу Визић живи 241 пунолетни становник, а просечна старост становништва износи 45,8 година (43,8 код мушкараца и 47,8 код жена). У насељу има 143 домаћинства, а просечан број чланова по домаћинству је 1,88.
Ово насеље је великим делом насељено Србима (према попису из 2002. године), а у последња три пописа, примећен је пад у броју становника.
|  |

| Демографија | Демографија | Демографија |
| Година      | Становника  | Становника  |
| ----------- | ----------- | ----------- |
| 1948.       | 403         |             |
| 1953.       | 411         |             |
| 1961.       | 396         |             |
| 1971.       | 421         |             |
| 1981.       | 428         |             |
| 1991.       | 392         | 384         |
| 2002.       | 349         | 366         |

| Етнички састав према попису из 2002.‍ | Етнички састав према попису из 2002.‍ | Етнички састав према попису из 2002.‍ | Етнички састав према попису из 2002.‍ | Етнички састав према попису из 2002.‍ |
| ------------------------------------ | ------------------------------------ | ------------------------------------ | ------------------------------------ | ------------------------------------ |
|                                      |                                      |                                      |                                      |                                      |
| Срби                                 | Срби                                 |                                      | 323                                  | 92,55%                               |
| Роми                                 | Роми                                 |                                      | 4                                    | 1,14%                                |
| Југословени                          | Југословени                          |                                      | 3                                    | 0,85%                                |
| Хрвати                               | Хрвати                               |                                      | 2                                    | 0,57%                                |
| Црногорци                            | Црногорци                            |                                      | 1                                    | 0,28%                                |
| Словенци                             | Словенци                             |                                      | 1                                    | 0,28%                                |
| Словаци                              | Словаци                              |                                      | 1                                    | 0,28%                                |
| Русини                               | Русини                               |                                      | 1                                    | 0,28%                                |
| Мађари                               | Мађари                               |                                      | 1                                    | 0,28%                                |
| непознато                            | непознато                            |                                      | 11                                   | 3,15%                                |

| Година пописа     | 1948. | 1953. | 1961. | 1971. | 1981. | 1991. | 2002. |
| ----------------- | ----- | ----- | ----- | ----- | ----- | ----- | ----- |
| Број домаћинстава | 96    | 110   | 105   | 132   | 131   | 120   | 143   |

| Број чланова      | 1  | 2  | 3  | 4  | 5 | 6 | 7 | 8 | 9 | 10 и више | Просек |
| ----------------- | -- | -- | -- | -- | - | - | - | - | - | --------- | ------ |
| Број домаћинстава | 28 | 57 | 29 | 26 | 2 | 1 | 0 | 0 | 0 | 0         | 2,44   |

| Пол    | Укупно | Неожењен/Неудата | Ожењен/Удата | Удовац/Удовица | Разведен/Разведена | Непознато |
| ------ | ------ | ---------------- | ------------ | -------------- | ------------------ | --------- |
| Мушки  | 153    | 45               | 99           | 7              | 2                  | 0         |
| Женски | 152    | 23               | 100          | 20             | 8                  | 1         |
| УКУПНО | 305    | 68               | 199          | 27             | 10                 | 1         |

| Пол    | Укупно                    | Пољопривреда, лов и шумарство | Рибарство                            | Вађење руде и камена | Прерађивачка индустрија       |
| ------ | ------------------------- | ----------------------------- | ------------------------------------ | -------------------- | ----------------------------- |
| Мушки  | 87                        | 51                            | 0                                    | 0                    | 10                            |
| Женски | 42                        | 27                            | 0                                    | 0                    | 2                             |
| УКУПНО | 129                       | 78                            | 0                                    | 0                    | 12                            |
| Пол    | Производња и снабдевање   | Грађевинарство                | Трговина                             | Хотели и ресторани   | Саобраћај, складиштење и везе |
| Мушки  | 1                         | 4                             | 3                                    | 2                    | 1                             |
| Женски | 0                         | 0                             | 2                                    | 2                    | 0                             |
| УКУПНО | 1                         | 4                             | 5                                    | 4                    | 1                             |
| Пол    | Финансијско посредовање   | Некретнине                    | Државна управа и одбрана             | Образовање           | Здравствени и социјални рад   |
| Мушки  | 1                         | 1                             | 7                                    | 0                    | 1                             |
| Женски | 0                         | 0                             | 2                                    | 3                    | 4                             |
| УКУПНО | 1                         | 1                             | 9                                    | 3                    | 5                             |
| Пол    | Остале услужне активности | Приватна домаћинства          | Екстериторијалне организације и тела | Непознато            | Непознато                     |
| Мушки  | 5                         | 0                             | 0                                    | 0                    | 0                             |
| Женски | 0                         | 0                             | 0                                    | 0                    | 0                             |
| УКУПНО | 5                         | 0                             | 0                                    | 0                    | 0                             |